# رابرت اف. مک‌گاون
رابرت اف. مک‌گاون (انگلیسی: Robert F. McGowan؛ ‏ ۱۱ ژوئیهٔ ۱۸۸۲ – ۲۷ ژانویهٔ ۱۹۵۵) کارگردان فیلم، تهیه‌کننده فیلم اهل ایالات متحده آمریکا بود. وی بین سال‌های ۱۹۲۱ تا ۱۹۴۶ میلادی فعالیت می‌کرد.
از فیلم‌هایی که وی در آن‌ها نقش داشته‌است، می‌توان به سگم را دوست دارم، آتش‌نشانان، دارودسته ما، ژست‌های مخاطره‌آمیز، کک‌های جنجال‌آفرین، تلفات جنگ!، شرکت بارنوم و رینگلینگ، حریره و شیر، یک روز ناگوار و جهانگردی اشاره نمود.